# Sail-les-Bains
Sail-les-Bains – miejscowość i gmina we Francji, w regionie Owernia-Rodan-Alpy, w departamencie Loara.
Według danych na rok 1990 gminę zamieszkiwały 264 osoby, a gęstość zaludnienia wynosiła 13 osób/km² (wśród 2880 gmin regionu Rodan-Alpy Sail-les-Bains plasuje się na 1364. miejscu pod względem liczby ludności, natomiast pod względem powierzchni na miejscu 490.).